# Tanju Çolak
Tanju Çolak (Samsun, 10 de novembro de 1963) é um ex-futebolista turco.
Foi um raríssimo ídolo dos dois arquirrivais de seu país, o Galatasaray e o Fenerbahçe, possuindo média superior a um gol por jogo em ambos. Foi justamente a habilidade goleadora que o notabilizou: foi cinco vezes artilheiro do campeonato turco, três delas seguidas. Uma pelo clube de sua cidade-natal, onde debutou - o Samsunspor (1987) -, três pelo Galatasaray (1988, 1989 e 1991) e uma pelo Fenerbahçe (1993).
Foi no Galatasaray que Tanju fez mais sucesso. Além de nele ter marcado a maior parte de seus gols e ter tido maior número de artilharias, foi ali que ele conquistou seus únicos títulos: o campeonato turco de 1988 e a Copa da Turquia de 1991. Em 1988, recebeu também a chuteira de ouro europeia, como maior goleador do continente, sendo até hoje o único turco a conquistar a premiação. Ele era ainda o maior artilheiro da história do campeonato nacional até 2007, quando foi superado por Hakan Şükür.
Não conseguiu o mesmo sucesso na Seleção Turca, marcando apenas 9 vezes em 31 partidas e sem conseguir classificações para Copas do Mundo ou Eurocopas. Jogou sete anos pela Turquia, entre 1984 e 1991.